# Veronica siaretensis
Veronica siaretensis är en grobladsväxtart som beskrevs av E. Lehm.. Veronica siaretensis ingår i släktet veronikor, och familjen grobladsväxter. Inga underarter finns listade i Catalogue of Life.